# تنگی مجرای ادرار
تنگی مجرای ادرار به باریک شدن مجرای ادرار گفته می‌شود، لوله ای که به مثانه متصل است و اجازه دفع ادرار را می‌دهد. باریک شدن جریان ادرار را کاهش می‌دهد و تخلیه مثانه را دشوارتر یا حتی دردناک می‌کند.
تنگی مجرای ادرار در اثر آسیب، ابزار، عفونت و برخی از اشکال غیر عفونی اورتریت ایجاد می‌شود. این عارضه در مردان به دلیل طولانی‌تر بودن مجرای ادرار شایع تر است.

## علائم و نشانه‌ها

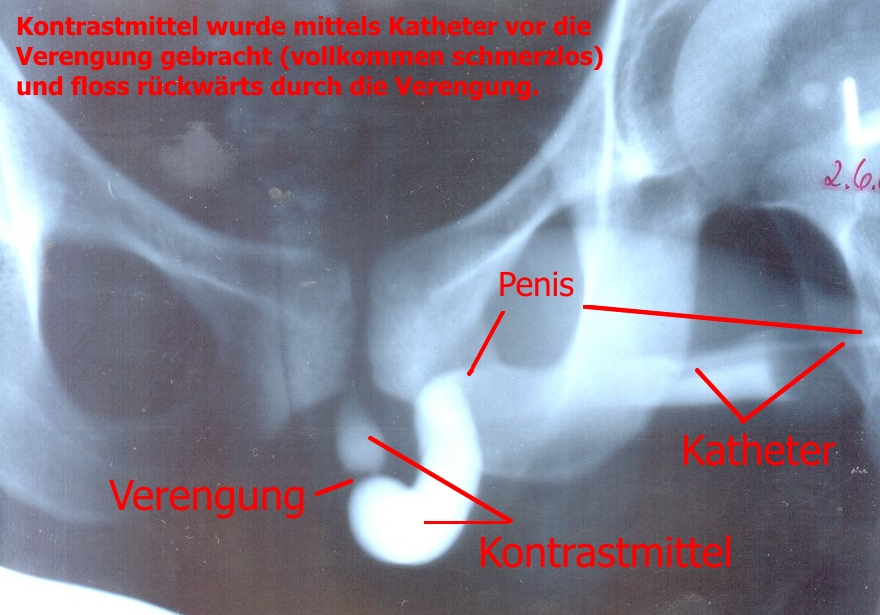
اورتروگرافی که تنگی مجرای ادرار را در انسان نشان می‌دهد (با برچسب Verengung که به «تنگ شدن» ترجمه می‌شود).

علامت بارز تنگی مجرای ادرار، جریان ضعیف ادرار است. علائم دیگر عبارتند از:
- پخش شدن جریان ادرار
- تکرر ادرار
- احساس شدید ناگهانی ادرار
- زور زدن برای ادرار کردن
- درد در هنگام ادرار کردن
- عفونت مجاری ادراری
- پروستاتیت
- ناتوانی در تخلیه کامل مثانه.

برخی از افراد با تنگی شدید مجرای ادرار به‌طور کامل قادر به ادرار کردن نیستند. این مشکل به عنوان احتباس حاد ادرار شناخته می‌شود و یک مشکل جدی اورژانس پزشکی است زیرا با عدم رسیدگی به موقع ممکن است هیدرونفروز و نارسایی کلیه رخ دهد.

## علل
تنگی مجرای ادرار معمولاً ناشی از آسیب دیدگی، ابزارهای استفاده شده در مجرای ادرار، عفونت، شرایط التهابی غیر عفونی مجرای ادرار و پس از جراحی هیپوسپادیاس است. موارد کمتر شایع عبارتند از تنگی‌های مادرزادی مجرای ادرار و موارد ناشی از بیماری‌های بدخیم.
تنگی مجرای ادرار پس از ترومای بلانت را می‌توان به‌طور کلی به دو نوع فرعی تقسیم کرد.
- اختلال مجرای ادراری مرتبط با شکستگی لگن در ۱۵ درصد در شکستگی‌های شدید لگن رخ می‌دهد.[۶] این صدمات معمولاً با قرار دادن لوله سوپر اپوبیک و اورتروپلاستی تأخیری ۳ ماه بعد مدیریت می‌شوند. تنظیم مجدد آندوسکوپی اولیه ممکن است در موارد منتخب به جای لوله سوپر اپوبیک مورد استفاده قرار گیرد، اما این بیماران باید به دقت تحت نظر قرار گیرند زیرا اکثریت قریب به اتفاق آنها نیاز به اورتروپلاستی دارند.[۷]
- ترومای بلانت به پرینه مجرای ادرار پیازی را در برابر سمفیز شرمگاهی فشرده می‌کند و باعث آسیب «خراش» می‌شود. این بیماران معمولاً با لوله سوپر اپوبیک و اورتروپلاستی تأخیری درمان می‌شوند.

سایر علل خاص تنگی مجرای ادرار عبارتند از:
- ابزار معالجه (به عنوان مثال، پس از برداشتن پروستات از طریق مجرای ادرار، برداشتن تومور مثانه از طریق مجرای ادرار، یا جراحی آندوسکوپی کلیه) عفونت (معمولاً با سوزاک) لیکن اسکلروزوس [۷] جراحی برای رفع هیپوسپادیاس می‌تواند حتی چند دهه پس از جراحی اصلی منجر به تنگی مجرای ادرار و تأخیر در شود.

درمان اولیه معمولاً شامل اتساع مجرای ادرار (گشاد کردن لوله) یا اورتروتومی است که در آن تنگی با سیستوسکوپ بریده می‌شود.
اتساع و اورتروتومی
اتساع مجرای ادرار و سایر روش‌های آندوسکوپی مانند اورتروتومی داخلی با دید مستقیم (DVIU)، یورتروتومی با لیزر و اتساع متناوب خود رایج‌ترین روش‌های درمانی برای تنگی مجرای ادرار هستند. با این حال، این رویکردها با میزان موفقیت پایین [۱۱] همراه هستند و ممکن است تنگی را بدتر کنند و تلاش‌های آتی برای ترمیم مجرای ادرار را با جراحی دشوارتر کنند. [۱۲]
یک بررسی کاکرین نشان داد که انجام خود اتساع متناوب ممکن است خطر تنگی مکرر مجرای ادرار را پس از درمان آندوسکوپی کاهش دهد، اما شواهد ضعیف هستند. [۱۳]
اورتروپلاستی
هرگونه بازسازی باز مجرای ادرار اورتروپلاستی  نامیده می‌شود. میزان موفقیت از ۸۵٪ تا ۹۵٪ متغیر است و به عوامل بالینی مختلفی مانند تنگی به عنوان علت، طول، محل و کالیبر بستگی دارد. [۱۴] [۱۵] [۱۶] [۱۷] اورتروپلاستی را می‌توان با خیال راحت در مردان در هر سنی انجام داد. [۱۸]
در مجرای ادرار خلفی، اورتروپلاستی آناستوموز (با یا بدون حفظ شریان‌های پیازی) معمولاً پس از برداشتن بافت اسکار انجام می‌شود. [نیازمند منبع]
در مجرای ادرار پیازی ، [۱۴] [۱۵] [۱۶] رایج‌ترین انواع اورتروپلاستی آناستوموز (با یا بدون حفظ جسم اسفنجی و شریان‌های پیازی) و جایگزینی با پیوند مخاط باکال، پیوند پوست با ضخامت کامل، یا ضخامت تقسیم شده‌است. پیوند پوست اینها تقریباً همیشه در یک محیط (یا مرحله) انجام می‌شوند. [نیازمند منبع]
در مجرای ادراری آلت تناسلی، اورتروپلاستی آناستوموز نادر است زیرا می‌تواند منجر به کوردی (انحنای آلت تناسلی به دلیل کوتاه شدن مجرای ادرار) شود. در عوض، بیشتر اورتروپلاستی آلت تناسلی، روش‌های جایگزینی هستند که از پیوند مخاط باکال، پیوند پوست با ضخامت کامل، یا پیوند پوست با ضخامت تقسیم می‌شوند. بسته به محل تنگی، شدت، علت و ترجیح بیمار یا جراح می‌توان این کارها را در یک یا چند تنظیمات انجام داد.
استنت مجرای ادرار
3D Medical Animation still shot of Urethral Stent انیمیشن پزشکی سه بعدی هنوز از استنت مجرای ادرار گرفته شده‌است
استنت دائمی مجرای ادرار [۱۹] برای استفاده در مردان مبتلا به تنگی مجرای ادراری پیازی در سال ۱۹۹۶ تأیید شد، اما اخیراً [چه زمانی؟] از بازار حذف شد. [نیازمند منبع]
استنت موقت مجرای ادراری قابل انبساط حرارتی (Memotherm) در اروپا موجود است اما در حال حاضر برای استفاده در ایالات متحده تأیید نشده‌است.
درمان اورژانسی
در هنگام احتباس حاد ادرار، درمان تنگی یا انحراف مجرای ادرار یک اورژانس است. گزینه‌ها عبارتند از:
```
 اتساع مجرای ادرار و قرار دادن کاتتر. این را می‌توان در بخش اورژانس، مطب پزشک یا اتاق عمل انجام داد. مزیت این روش این است که مجرای ادرار ممکن است برای مدتی پس از اتساع باز بماند، اگرچه میزان موفقیت درازمدت پایین است.
 قرار دادن کاتتر سوپر اپوبیک با سیستم تخلیه کاتتر. این روش در اتاق عمل، بخش اورژانس یا مطب پزشک انجام می‌شود. مزیت این روش این است که اسکار را مختل نمی‌کند و در جراحی قطعی آینده اختلال ایجاد نمی‌کند.
```

مراقبت مداوم
پس از اورتروپلاستی، بیماران باید حداقل به مدت یک سال تحت نظر باشند، زیرا اکثر عودها در عرض یک سال رخ می‌دهند.
به دلیل نرخ بالای عود پس از اتساع و سایر روش‌های آندوسکوپی، ارائه‌دهنده باید شاخص بالایی از سوء ظن عود را در زمانی که بیمار با علائم انسداد ادرار یا عفونت دستگاه ادراری مراجعه می‌کند، حفظ کند.
پژوهش
اورتروتومی در مقابل اورتروپلاستی
با مقایسه این دو روش جراحی، یک کارآزمایی در بریتانیا نشان داد که اورتروتومی و اورتروپلاستی هر دو در درمان تنگی مجرای ادرار در ناحیه پیاز مؤثر هستند. در عین حال، اورتروپلاستی تهاجمی تر، مزایای طولانی تری داشت و با مداخلات مجدد کمتر همراه بود. [۲۰] [۲۱] نتایج توسط انجمن جراحان ارولوژی بریتانیا در دستورالعمل‌های جدید بریتانیا در مورد درمان تنگی مجرای ادرار ادغام شد . [۲۲]
مهندسی زیستی
استفاده از بافت پیشابراه با مهندسی زیستی امیدوارکننده است، اما هنوز در مراحل اولیه است. مؤسسه پزشکی احیا کننده ویک فارست اولین پیشابراه انسان را با مهندسی زیستی پیشگام کرده‌است و در سال ۲۰۰۶ بافت مجرای ادراری کاشته شده روی داربست قابل جذب زیستی (تقریباً اندازه و شکل نواحی آسیب دیده) را در پنج مرد جوان (انسان) که دارای نقص‌های مادرزادی، ضربه فیزیکی بودند کاشته کرد. یا یک اختلال نامشخص که نیاز به بازسازی مجرای ادرار دارد. از مارس ۲۰۱۱، هر پنج دریافت کننده گزارش کردند که پیوندها به خوبی عمل کرده‌اند. [۲۳]
رویکرد سلول درمانی از طریق آندوسکوپی
بافت مخاطی باکال که تحت بی‌حسی موضعی پس از کشت در آزمایشگاه هنگام استفاده از آندوسکوپی پس از یورتروتومی در یک مطالعه مقدماتی برداشت شد، نتایج دلگرم‌کننده‌ای را به همراه داشت. این روش که به عنوان روش BEES-HAUS نامگذاری شده‌است باید قبل از تبدیل شدن به یک برنامه معمول از طریق یک مطالعه چند مرکزی بزرگتر اعتبار سنجی شود. [۲۴]